# Lärarrummet
Lärarrummet (tyska: Das Lehrerzimmer) är en tysk dramafilm från 2023. Filmen är regisserad av Ilker Çatak, som även skrivit manus tillsammans med Johannes Duncker.
Filmen hade världspremiär på Berlins filmfestival den 18 februari 2023. Den hade biopremiär i Sverige den 16 februari 2024, utgiven av NonStop Entertainment.

## Handling
Filmen kretsar kring Carla som är en ambitiös lärare vars elev anklagas för stöld. Hon har dock andra misstankar och bestämmer sig för att göra en egen utredning.

## Rollista (i urval)
- Leonie Benesch – Carla Nowak
- Michael Klammer – Thomas Liebenwerda
- Rafael Stachowiak – Milosz Dudek
- Anne-Kathrin Gummich – Dr. Bettina Böhm
- Eva Löbau – Friederike Kuhn